# Рассыпное (Торезский городской совет)
Рассыпно́е (укр. Розсипне́) — посёлок в Донецкой области Украины. C 2014 года находится под контролем самопровозглашенной Донецкой Народной Республики. Подчинён Торезскому городскому совету.

## Общая информация
Преимущественно в Рассыпном живут русские и украинцы. Большая часть мужского населения — шахтёры, работающие на близлежащих шахтах. В поселке имеются здания высотой в 2, 3 и 5 этажей, а также большую часть занимает частный сектор.

## География
Посёлок расположен в юго-восточной части Украины в 58 км от областного центра города Донецка.
В Донецкой области имеется два одноимённых села — Рассыпное Дмитровского сельсовета и соседнее Рассыпное Рассыпненского сельсовета — в Шахтёрском районе.

#### Соседние населённые пункты по странам света
С: Рассыпное
СЗ: Петропавловка, Орлово-Ивановка
СВ: —
З: —
В: Грабово
ЮЗ: Красный Луч, Московское, Стожково, Контарное
ЮВ: Пелагеевка, город Торез
Ю: Балочное, Ровное

## История

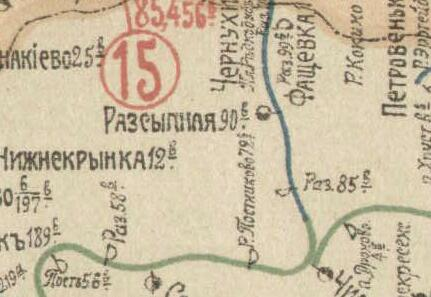
Станция Разсыпная на карте Екатерининской железной дороги 1919 года

Железнодорожная станция Разсыпная построена на участке Дебальцево — Чистяково — Иловайская Екатерининской железной дороги в период с 1905 по 1908 год и была названа по близлежащему посёлку. В дальнейшем поселение при станции стало самостоятельным населённым пунктом в составе Грабовской волости Таганрогского округа области Войска Донского.
В 1956 году станция Рассыпная получила статус посёлка городского типа .
17 июля 2014 года в близи ПГТ потерпел крушение самолёт Боинг-777 Malaysia Airlines. В селе одно тело погибшего проломило крышу жилого дома. В катастрофе погибли 298 человек, на земле никто не пострадал.

## Транспорт и промышленность
В посёлке располагается одноимённая железнодорожная станция на линии Иловайское-Чернухино Донецкой железной дороги. С этой станции осуществляется отправление поездов в пределах Донецкой области.
Так же осуществляется автобусное сообщение с ближайшими населёнными пунктами (Шахтёрск, Торез) и важными объектами (шахты, фабрики, фермы).
На территории посёлка ведётся добыча угля на шахте «Волынская», принадлежащей угледобывающему предприятию «Торезантрацит». При шахте находится медсанчасть, обслуживающая жителей посёлка.

## Динамика населения
На 2001 год в посёлке проживало 5101 человек.
В 1959 году проживало 5990 человек, из них 2981 мужчин и 3009 женщин.

## Уроженцы
Около 300 человек сражались на фронтах Великой Отечественной войны, 97 человек из них погибли на поле боя, 163 награждены орденами и медалями. На братской могиле воинов, павших при освобождении от немецко-фашистских захватчиков, установлен памятник.
- Ктиторов, Григорий Тимофеевич (1911—1985) — советский яхтсмен.

## Образование
Дети дошкольного возраста посещают детские ясли-сады (рабочим осталось одно здание из трёх), школьники учатся в ОШ № 24; Высшие и средне-специальные учебные заведения отсутствуют.

## Топографические карты
- Лист карты M-37-138 Красный Луч. Масштаб: 1 : 100 000. Состояние местности на 1982 год. Издание 1985 г.